# Lygkos
Lygkos o Ligkos (raramente Lygos o Ligos (en griego: Λύγκος), forma antigua: Lyngos o Lingos) es una montaña en la parte oriental de la prefectura de Ioánina y el oeste de Grevená en el noroeste de Grecia. La montaña forma parte de la cordillera del Pindo. Su máxima elevación es de 2.249 m. Su longitud es de aproximadamente 20 a 30 km de norte a sur y su anchura es aproximadamente de 20 km de norte a sur. El río Aóos fluye al oeste y otro al este.

## Cadenas montañosas más cercanas
- Chasia, sureste
- Tymfi, oeste
- Smolikas, noroeste

## Lugares más cercanos
- Samarina, norte
- Filimpatsi, norte-noreste
- Smiza, noreste
- Perivolia, este
- Vovoussa, suroeste
- Laisto, oeste
- Dratisto, oeste-noroeste

## Información
Los bosques dominan las tierras bajas de la montaña y contiene pino y piceas, las zonas de valle tienen pastos, arbustos y zonas sin vegetación dominan las elevaciones más altas.  La región alrededor de la montaña contiene pueblos y caminos forestales así como rutas de senderismo.

## Panorama
Su panorama incluye las montañas al norte, el valle Aliakmon al este, las montañas Chasia al sureste, el Mitsikeli al suroeste, las montañas Tymfi al oeste y el Smolikas al noroeste.
- Datos: Q3555791